# Науково-методичний центр «Українська етнопедагогіка і народознавство»
Науково-методичний центр «Українська етнопедагогіка і народознавство» — науково-методична установа Національна академія педагогічних наук України і Прикарпатського національного університету імені Василя Стефаника.

## Історія
Науково-методичний центр «Українська етнопедагогіка і народознавство» було створено наприкінці 1993 р.

## Науково-методична діяльність
Співробітники НМЦ працюють над розробкою змісту народознавчої компетентності для сучасних дошкільних установ, учнів загальноосвітньої школи, шкіл нових типів з урахуванням Державних стандартів повної середньої освіти в Україні; систематизацією найдієвіших етнопедагогічних засобів задля їхнього використання в практиці родинного виховання дітей і молоді, моделювання етновиховного простору загальноосвітнього навчального закладу західноукраїнського регіону.
Основні завдання та предмет діяльності Центру:
- здійснювати фундаментальні та прикладні наукові дослідження з української етнопедагогіки та народознавства;
- розробляти принципи забезпечення єдності регіонального, загальнонаціонального та вселюдського у виховному процесі школи;
- координувати дослідження з української етнопедагогіки й народознавства в західному регіоні України;
- проводити наукові конференції, наради, семінари, симпозіуми з актуальних проблем української етнопедагогіки й народознавства;
- вивчати досвід ефективного використання етнопедагогіки у навчально-виховній роботі школи та популяризувати його серед освітян України.